# Joucas
Joucas é uma comuna francesa na região administrativa da Provença-Alpes-Costa Azul, no departamento de Vaucluse. Estende-se por uma área de 8.29 km². Em 2010 a comuna tinha 345 habitantes (densidade: 41,6 hab./km²).